# شهادة حلال (أوروبا)
شهادة حلال في أوروبا هي تصديق للإنتاج المختص باللحوم الحلال وهي لحوم الحيوانات المذبوحة طبقاً للكتاب والسنة وبالتالي يسمح للمسلمين بتناولها.
سوق اللحوم الحلال هو جزء من سوق المواد الغذائية الأكبر بكثير، والذي يقدم السلع التي يمكن اعتبارها حلال. في حالة اللحوم تتناول الشهادة أهلية الحلال من خلال ممارسة الذبح، وبالتالي يمكن مقارنتها بسمات المصداقية الأخرى التي تشير إلى طريقة الإنتاج بدلاً من الخصائص الجوهرية للمنتج.
في جميع أنحاء الاتحاد الأوروبي، يقوم عدد متزايد من المنظمات الدينية والتجارية بالترويج لتجزئة سوق اللحوم الحلال من خلال ممارسات التأهيل التي صنعت صورة للحوم غير المصقولة على أنها ذات جودة حلال أصلية.

## مقدمة
في جميع أنحاء أوروبا، تشهد أسواق اللحوم الحلال فترة من النمو والتطور غير المسبوق، على الرغم من أن شدة اللحوم تختلف من بلد إلى آخر. في المملكة المتحدة وفرنسا كان هناك نمو سنوي لأكثر من عقد من الزمان، بينما في ألمانيا بدأ السوق للتو في التطور. يرتبط نمو هذه الأسواق بطريقة ما بالعدد المتزايد من المهاجرين المسلمين في جميع أنحاء أوروبا والاستهلاك المتزايد للحوم الذي يميز التنقل الرأسي بين الجيلين الثاني والثالث من المسلمين. تتوفر اللحوم الحلال والمنتجات الحيوانية الحلال بشكل متزايد في المتاجر غير العرقية، وخاصة سلاسل محلات السوبر ماركت ومطاعم الوجبات السريعة، وبقدر ما يجتذب رواد المطعم اليهود في الولايات المتحدة أعدادًا كبيرة من المستهلكين غير اليهود، وبالتالي فإن استهلاك منتجات اللحوم الحلال من قبل غير المسلمين يتزايد بتزايد عدد المسلمين في جميع أنحاء أوروبا.

## قضية الذبح
مع نمو السوق فإن أصالة اللحوم الحلال المباعة في محلات السوبر ماركت ومطاعم الوجبات السريعة قد تم طرح الأسئلة حولها من قبل بعض المسلمين، الذين ردوا على ممارسة الصعق واستخدام الشفرات الميكانيكية (في حالة الدواجن) المسموح بها في معايير الحلال التي اعتمدتها هذه الجهات الاقتصادية.
نشأ الخلاف بين المسلمين من النقاشات حول أصول الإسلام، والتي يعتقد المسلمون أنها مشتقة من مصدرين وهما القرآن والسنة. بينما يوفر القرآن مصدرًا مفصلاً ومعصومًا عن الخطأ بالنسبة للمسلمين، للمعلومات عن أصول الإسلام، فإن السنة النبوية تقدم حسابًا يعتمد على تطبيق المبادئ التي أرساها القرآن من خلال التجربة الحية للنبي محمد كما هو مدون. في الأحاديث تتبع مجموعتان من المبادئ التوجيهية للمذابح الحلال من هذه المصادر، وهي الخطابات الأساسية كما يتم تفسيرها الآن والتي يقف عليها الجدل والجدال الحالي حول أصالة اللحوم الحلال.
يعتمد الموقف الأول على فهم أن جميع أهل الكتاب يشتركون في ممارسات ذبح مشتركة، وبالتالي يمكن للمسلمين أن يأكلوا لحوم الحيوانات التي يربيها ويذبحها اليهود والمسيحيون وكذلك المسلمون. يتماشى هذا الموقف بشكل وثيق مع اهتمامات العلوم ورفاهية الحيوان وحقوقه، ويستند هذا الموقف إلى تشريعات الاتحاد الأوروبي لحماية الحيوانات في وقت القتل، والتي تتطلب جعل جميع الحيوانات فاقدًا للوعي عن طريق الصعق قبل الذبح. ومع ذلك يتم تفسير هذا التشريع بطرق مختلفة من قبل هيئات منح شهادات الحلال المختلفة. وفقًا لهيئة الغذاء الحلال في المملكة المتحدة لا يمكن تجميد الدواجن (الدجاج والديك الرومي والبط) إلا قبل الذبح باستخدام حمامات المياه الكهربائية، في حين لا يمكن صعق حيوانات الأغنام (الضأن والأغنام والماعز) إلا باستخدام ملقط كهربائي. وتصدم غالبية حيوانات الأبقار (الأبقار والثيران والبقر والثيران) في المملكة المتحدة بمسدس مزلاج، لكن هذا لا يسمح به إطار عمل هيوغو نظرًا لخطر قتل الحيوان.
الموقف الثاني الذي ينبع من عدم التقيد بالتشريع المذكور أعلاه يسمح للدول الأعضاء في الاتحاد الأوروبي بمنح المسالخ التي تزود المجتمعات الإسلامية واليهودية استثناءً من شرط صعق الحيوانات قبل الذبح بما يتماشى مع الحريات الدينية التي تمنحها المادة 9 من الاتفاقية الأوروبية لحقوق الإنسان.
بينما يتفق جميع المتخصصين الإسلاميين على أن اللحوم الحلال يجب أن تأتي من عملية الذبح، فإن أتباع هذا الموقف الشائع بين المسلمين السنة، يجادلون بأن وضع اللحوم الحلال يرتبط بشكل مباشر بالإسلام والممارسات الحلال التقليدية. بناءً على هذا الحساب يُسمح للمسلمين فقط باستهلاك لحوم حيوان إذا كانت طريقة الصعق المستخدمة قابلة للعكس (أي أن الحيوانات فاقد للوعي ولكنه لا يزال على قيد الحياة وقت الذبح)، ويقوم المسلم بالبسملة قبل الذبح و يسمح للدم بالتجفيف التام بعد الذبح. إذا لم يكن الأمر كذلك فإن اللحوم المنتجة يتم تحويلها إلى حرام (ممنوعة) بدلاً من حلال (مسموح بها).
إن هذا الجدل حول فعالية المذهل هو الذي يدفع المنافسة لتحديد ما هو حلال وما هو غير أصيل بين هيئات التصديق.

## سوق اللحوم الحلال حسب البلد

### المملكة المتحدة
السكان المسلمون في المملكة المتحدة متنوعون للغاية، ويعتقد أن الغالبية العظمى لها جذور من جنوب آسيا، ولا سيما باكستان وبنغلاديش والهند. ازداد عدد السكان بسرعة خلال العقد الماضي بين عامي 2004 و2008 تم الإبلاغ عن نموها بأكثر من 500.000 إلى حوالي 2.4 مليون، وهو معدل نمو أسرع بعشر مرات من بقية المجتمع. ينمو سوق اللحوم الحلال أيضًا بمعدل كبير، حيث تقدر هيئة الأغذية الحلال وهي هيئة اعتماد الحلال الرئيسية في المملكة المتحدة، نموًا بنسبة 30٪ في عام 2006 وحده. ومع ذلك لا يزال هناك قدر كبير من المقاومة لشراء اللحوم الحلال الطازجة في محلات السوبر ماركت، وتشير التقديرات إلى أن حوالي 70-80٪ من اللحوم الحلال في المملكة المتحدة مزيفة. على الرغم من أن الأمور بدأت تتغير مع زيادة مبيعات السوبر ماركت، لا يزال العديد من المسلمين يفضلون شراء اللحوم الطازجة من تجار التجزئة المستقلين، الذين يُنظر إليهم على أنهم يثقون في مواجهة المخاوف المتزايدة بشأن أصالة الأشكال التجارية للحوم الحلال التي ظهرت جنبًا إلى جنب مع السوق النمو.
نظرًا لكونه أقدم وأكبر هيئة إصدار شهادات في المملكة المتحدة ، فقد كان إطار عمل هيوغو في قلب الكثير من الجدل الأخير والجدل الناجم عن توسع السوق. تم إنشاء هيئة الأغذية الحلال في عام 1994 لتنظيم اللحوم الحلال من خلال ترخيص المسالخ، وظهرت الهيئة في الوقت الذي أصبح الحلال جانبًا مهمًا من جوانب الهوية الإسلامية في المملكة المتحدة. قبل ذلك اعتبر العديد من المسلمين اللحوم المباعة في منافذ البيع بالتجزئة الرئيسية من إنتاج أهل الكتاب، وبالتالي فهي مناسبة للاستهلاك.

### فرنسا
فرنسا لديها أكبر عدد من المسلمين في أوروبا. في عام 2000 أشارت مصادر رسمية إلى أن هناك أربعة ملايين فرنسي مسلم، ولكن في الآونة الأخيرة تم تقديم رقم سبعة ملايين. لدى معظم الفرنسيين المسلمين صلات بالمغرب العربي في شمال إفريقيا، على الرغم من وجود أعداد كبيرة أيضًا من غرب إفريقيا وتركيا. ينمو السوق الفرنسي للحوم الحلال بشكل مطرد منذ سبعينيات القرن الماضي، ولكن مثله مثل سوق المملكة المتحدة فقد نما بسرعة على مدار العقد الماضي حيث أصبح الحلال محورًا للهوية الدينية والثقافية للعديد من الشباب المسلمين. على عكس المملكة المتحدة حيث يتم تنفيذ الغالبية العظمى من الذبح الحلال باستخدام الصعق المسبق، يتم تنفيذ معظم الذبح الحلال في فرنسا بدون صعق. على الرغم من هذه الاختلافات فإن المشاكل التي ظهرت مع توسع سوق الحلال متشابهة جدًا. يقدر نمو السوق حاليًا بنحو 15٪ سنويًا، حيث تقدر قيمة السوق بين 3 و5 مليارات يورو. اقترح المشاركون في البحث أن الدعوات للحصول على شهادات أفضل قد تكثفت أيضًا خلال هذه الفترة، وكما هو الحال في المملكة المتحدة ينعكس هذا الاتجاه في استراتيجيات التسويق لسلاسل السوبر ماركت الفرنسية وسلاسل الوجبات السريعة.
السوق الفرنسي ضخم ويصعب تحديده وهناك شعور منتشر بأنه في حالة من الفوضى. يتم تحذير المستهلكين بشكل متزايد من اللحوم الحلال غير الموسومة، وكانت هناك شائعات بأن ما يصل إلى 90٪ من اللحوم الحلال التجارية مزيفة. يتم تقديم الشهادة أحيانًا كحل لهذه المشكلات، ولكن تشير التقديرات إلى أنه قد يكون هناك ما يصل إلى 50 علامة منفصلة وخطط إصدار شهادات الحلال تعمل في جميع أنحاء فرنسا.

### ألمانيا
يبلغ عدد سكان ألمانيا أكثر من 82 مليون نسمة، 4٪ منهم من المسلمين من أصل تركي. على الرغم من أن الأمور بدأت تتغير، إلا أن سوق اللحوم الحلال الألمانية لا تزال في مهدها مقارنة بأسواق المملكة المتحدة والفرنسية. اشتد الجدل حول أصالة الأشكال التجارية للحوم الحلال مؤخرًا فقط حيث أجبرت مخاوف المستهلكين بشأن الرفق بالحيوان سلاسل متاجر ألدي وليدل على التفكير في الآثار المترتبة على بيع اللحوم الحلال. بناءً على ذلك كمسؤول تنفيذي من هيئة إصدار الشهادات الرئيسية في ألمانيا - هيئة مراقبة جودة الحلال والمعهد الأوروبي لشهادة الحلال أشاروا إلى ذلك، لأن المستهلكين الألمان لا يهتمون كثيرًا بتوسيع سوق الحلال في في الوقت الحاضر، حيث لم يظهر الجدل حول مزايا اللحوم المطبوخة مسبقًا وغير المفهومة بالقدر نفسه كما حدث في أماكن أخرى.
في حين أن السوق الألمانية لا تزال متخلفة مقارنة بأسواق المملكة المتحدة والفرنسية، فقد بدأت في جذب المزيد من الاهتمام من المنتجين الدوليين ووكالات الاعتماد. زعم الاتحاد الألماني لتجار الجملة وتجار التجزئة الأتراك مؤخرًا أن الشركات الألمانية ستنصح باحتضان سوق الحلال، بينما لفتت وكالة الأنباء الوطنية الماليزية برناما الانتباه أيضًا إلى الإمكانات التي يقدمها السوق الألماني للمنتجين الماليزيين. يبدو أن الوقت الذي يستغرقه السوق لينمو كما حدث في أماكن أخرى يعتمد على اغتنام هذه الفرص من قبل رواد الأعمال الحلال وعلى المحاولة المستمرة لتعزيز توحيد المعايير الحلال.

### النرويج
يعيش غالبية مسلمي النرويج البالغ عددهم 72.000 نسمة في العاصمة أوسلو. معظمهم من أصل باكستاني، على الرغم من زيادة الهجرة من الصومال مؤخرًا. تعتبر معايير رعاية الحيوان في النرويج على نطاق واسع هي الأعلى في العالم، على عكس الاتحاد الأوروبي حيث يسمح تقييد تشريعات الاتحاد الأوروبي لحماية الحيوانات في وقت الذبح فيه لمجموعات الأقليات بممارسة الصعق دون ذبح بما يتماشى مع التقاليد الثقافية الخاصة، بموجب القانون النرويجي يشترط أن يتم صعق جميع الحيوانات قبل الذبح. بينما لا يزال السكان اليهود يستوردون لحوم الكوشر لتجاوز هذه اللائحة الصارمة، فإن التعاون بين الجالية المسلمة وسلطات الطعام النرويجية سهّل عملية مستمرة لتوحيد معايير الحلال التي كانت مفيدة لجميع المعنيين. على عكس دول الاتحاد الأوروبي التي تمت مناقشتها أعلاه فإن قطاع البقالة في النرويج متكامل أفقيًا وليس رأسيًا، حيث يهيمن المصنعون وتعاونيات المزارعين بدلاً من تجار التجزئة.
المنتج الرئيسي للحوم الحلال في النرويج هو تعاونية المزارعين نورتورا. بالإضافة إلى بيع الذبائح وقطع اللحوم الحلال في السوق، تقوم نورتورا أيضًا بتوريد المنتجات الحلال المصنعة من خلال علامتها التجارية الحلال التي تحمل العلامة التجارية الفاثي، والتي تم شراؤها مباشرة من رجل أعمال صومالي في عام 2006. قبل ذلك عمل مالك الفاثي مع المجلس الإسلامي النرويجي لإيجاد طريقة ذبح يمكن أن تتفق عليها مجموعات إسلامية مختلفة، والتي ستصادق عليها هيئة سلامة الغذاء النرويجية. نظرًا لأن الأخير لم يكن مهتمًا بالحوار، فقد كانت هذه مهمة صعبة واستغرق الأمر أكثر من عامين لإقناع أئمة النرويج بأن منتجات الفاثي حلال وجديرة بالثقة. في نهاية المطاف سافر عدد قليل من الأئمة إلى مسلخ نورتورا لمراقبة إجراءات الإنتاج وبعد ذلك بوقت قصير تم الاتفاق على طريقة للذبح مقبولة لجميع الأطراف. مع عمل الأئمة كجهات تصديق للحوم الحلال في مجتمعاتهم، بدأت الثقة في النمو وبدأت مجموعة صغيرة من المنتجات الحلال المصنعة في الظهور في محلات السوبر ماركت النرويجية. استمر الحوار على مدى السنوات الأخيرة، وبشكل أساسي حول إدخال الدجاج الحلال في السوق النرويجية، على الرغم من وجود مخاوف من أن زحف السوق الأوروبية وظهور مجتمع مسلم أكثر اختلاطًا - التمسك بمدارس فكرية مختلفة - سيقوض معايير رعاية الحيوان العالية في البلاد وتتحدى إجماع الحلال.